# Darío del Ponto
Darío (en griego antiguo: Δαρεῖος, Dareĩos; en latín: Darīus; fallecido en 37 a. C.), llamado por la historiografía moderna Darío del Ponto, fue un soberano póntico, décimo rey del Ponto desde 39 a. C. hasta su muerte.

## Biografía
Darío era el hijo mayor de Farnaces II del Ponto y su esposa, una mujer de origen sármata. Por lo tanto, era sobrino de Mitrídates VI y Laodice. Tenía un hermano y una hermana: Arsaces y Dinamia.
En el año 39 a. C., el triunviro Marco Antonio (que controlaba la República romana junto con Octavio y Lépido) entregó a Darío el reino del Ponto, que estaba administrado directamente en el 47 a. C. por los romanos. Dos años más tarde, Darío murió, dejando el reino en una disputa entre su hermano Arsaces y  su cuñado Polemón, esposo de Dinamia.